# Lyrica
Lyrica è un'opera di Enrico Panzacchi uscita in prima edizione nel 1877 e costituita da liriche inedite o già apparse singolarmente su riviste o in opuscolo. L'opera ebbe abbastanza successo e nel 1878 fu pubblicata una seconda edizione, seguita, nel 1882, da una terza.

## L'opera
«[...] non con il titolo generico di Poesie (per altro usato nel 1894 per la sua raccolta definitiva) ma con quello di Lyrica (ossia carmina lyrica) Panzacchi battezzò il volume edito per la prima volta nel 1877. Se insomma esiste un’omogeneità, questa va ricercata nel fatto che si tratta di una raccolta di poesie liriche che esprimono, cioè, emozioni, sentimenti e riflessioni legati all’esperienza del poeta». 
(Claudio Mariotti, Panzacchi e la buona melica, in E. Panzacchi, Lyrica, a cura di C. Mariotti, Roma, Salerno editrice, 2008, pp. XV-XVI).
La raccolta poetica Lyrica è divisa in quattro libri più un'appendice. Di gran lunga più pregevoli sono le liriche incluse nella terza sezione, intitolata  Piccolo romanziere, che furono lodate dallo stesso Carducci. Le poesie contenute in questa sezione sono tutte destinate alla musica e si contraddistinguono dalla produzione coeva per la delicatezza e l'eleganza. A livello metrico dominano le canzoni-odi e le odi-canzonette.
Il libro influenzò Giovanni Pascoli: non solo ne è prova una lettera scritta a Emma Corcos, datata 16 gennaio 1901, in cui Pascoli dice di amare molto Panzacchi e che le sue romanze lo impressionarono molto; un'altra conferma, infatti, è fornita dal sonetto pascoliano Serenità (datato 1885 e presente nelle Poesie varie) che per il titolo e l'attacco prende senz'altro spunto da una lirica del Panzacchi contenuta in Lyrica e intitolata Serenitas.

## Struttura del libro
Queste le poesie contenute nel libro:

### Libro primo

#### Serenitas
Quartine di endecasillabi piani e tronchi.

#### Un notturno di Chopin
Studioso di storia della musica, Panzacchi in questa lirica introduce «il tema della musica nella letteratura e nella poesia italiana contemporanea»

### Libro secondo (Funeralia)
In questa sezione ci sono delle liriche commemorative: alcune sono dedicate a uomini famosi del tempo, altre ad amici del poeta.

#### Massimo D'Azeglio
Ode di endecasillabi e settenari dedicata al celebre statista Massimo d'Azeglio.

#### Vincenzo Caldesi
Epodo di endecasillabi e settenari, dedicato a Vincenzo Caldesi.

#### Giuseppe Mazzini
Due sonetti dedicati a Giuseppe Mazzini.

#### Costantino Dall'Argine
Per l'amico Costantino Dall'Argine.

### Libro terzo (Piccolo romanziere)
Le poesie di questa sezione erano state incluse precedentemente nel libro di Panzacchi intitolato Piccolo romanziere.

#### La stanza vuota
Rispetti continuati.

### Libro quarto

#### Meriggio
Una delle liriche più celebri dell'intera raccolta e di cui si ricorderà Gabriele D'Annunzio.

#### L'Arena del Sole
Lirica dedicata all'Arena del Sole, uno dei teatri di Bologna.

### Appendice
L'Appendice si compone di sole due poesie, dedicate a due personalità insigne dell'epoca, il Re Vittorio Emanuele II e il papa Pio IX, morti da poco.

#### A Superga
Dedicata a Vittorio Emanuele II, sepolto a Superga.

#### A Pio IX
Polimetro dedicato al papa Pio IX morto da poco.

## Edizioni deiLyrica
- Lyrica. Romanze e canzoni, Bologna, Zanichelli, 1877 (prima edizione)
- Lyrica. Romanze e canzoni, Bologna, Zanichelli, 1878 (seconda edizione con aggiunte)
- Lyrica. Romanze e canzoni, Bologna, Zanichelli, 1882 (terza e definitiva edizione)

### Edizioni commentate
- Lyrica. Romanze e canzoni, a cura di Claudio Mariotti, Roma, Salerno editrice, 2008.